# Temple protestant (Langlade)

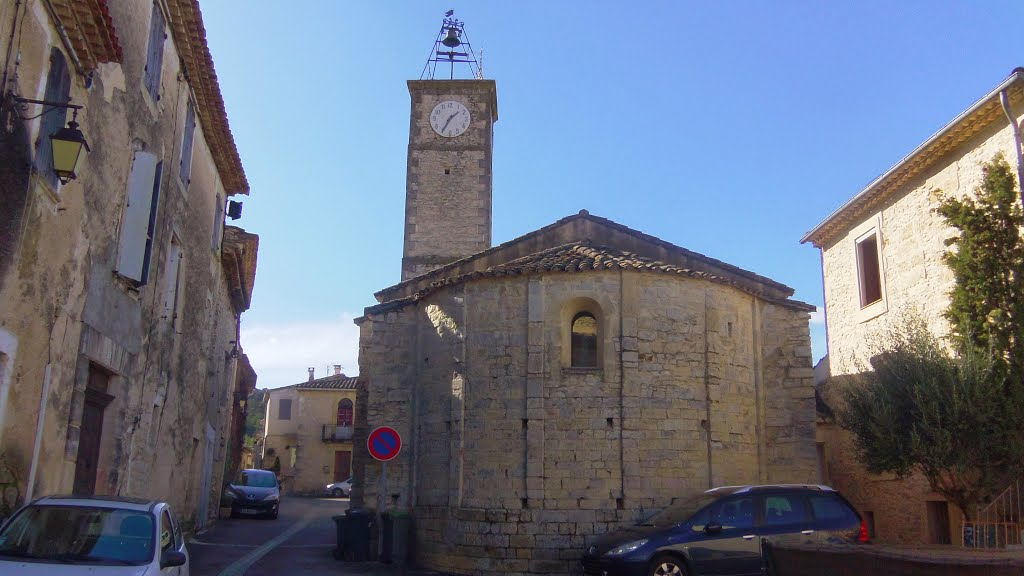
Blick zum Chor und Uhrturm im Hintergrund

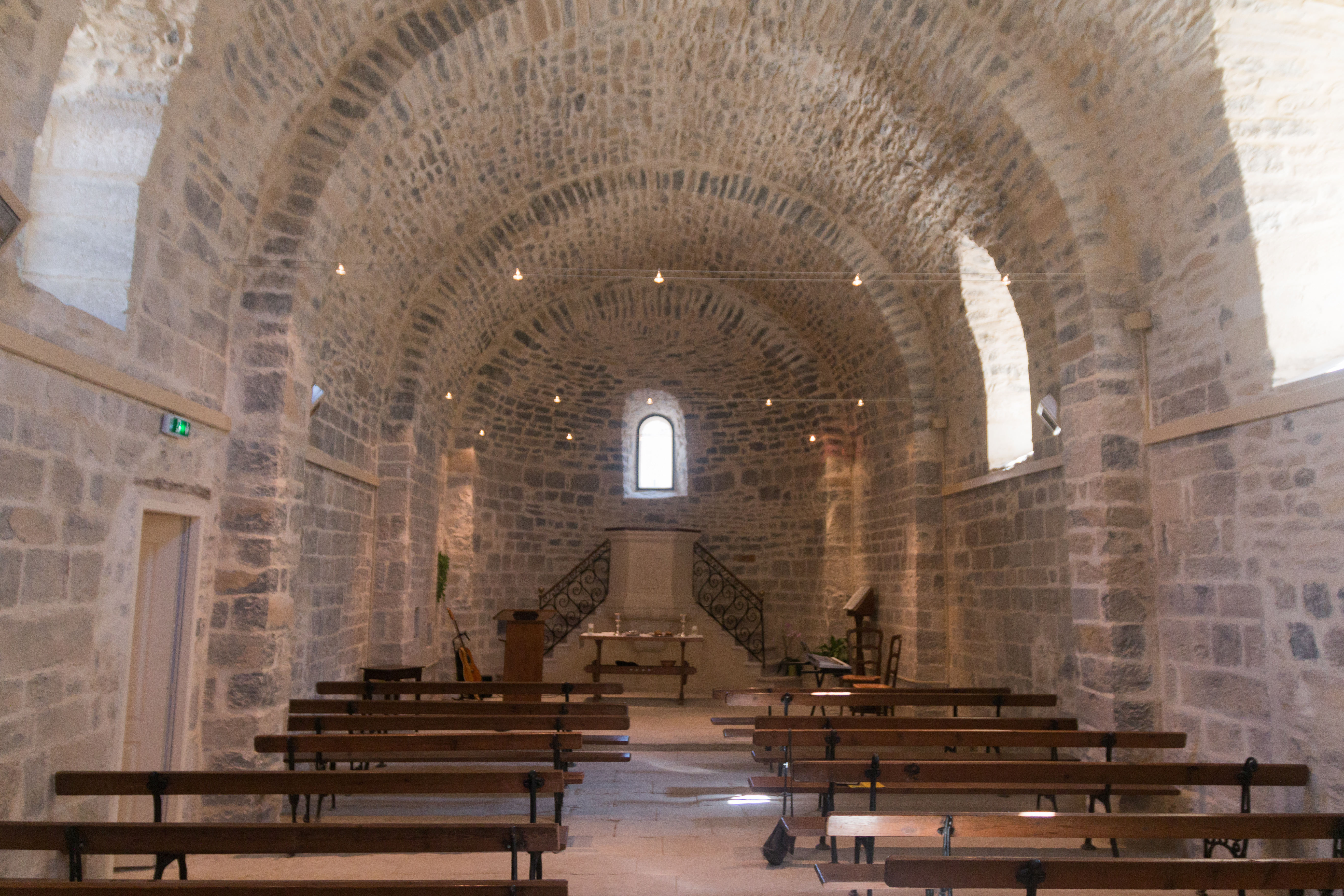
Inneres

Der Temple protestant (deutsch: Evangelische Kirche) ist ein Kirchengebäude der Vereinigten Protestantischen Kirche Frankreichs in  Langlade im  Département Gard (Region Okzitanien). Langlade bildet eine Kirchengemeinde mit Caveirac und Saint-Dionisy.

## Geschichte
Die heutige Evangelische Kirche stellt ein romanisches Bauwerk aus dem 12. Jahrhundert dar und war ursprünglich Pfarrkirche des Ortes, geweiht dem heiligen Julian (St-Julien). In ihren strengen Formen, dem einschiffigen Langhaus und der Halbkreisapsis im Osten stellt das Gotteshaus ein typisches Bauwerk der Romanik im Languedoc dar.
Die Pfarrkirche St-Julien wurde im Jahr 1149 zum ersten Mal erwähnt und gehörte zum Archidiakonat Nîmes. In den Religionskriegen wurde das Gebäude in Mitleidenschaft gezogen und schwer beschädigt. Da der Bevölkerungsanteil an Evangelischen weiterhin hoch blieb, wurde die Kirche nach der französischen Revolution 1802 den Reformierten überwiesen. An die Westfassade wurde der charakteristische Uhrturm (Tour de l’Horloge) angebaut.